# Unabomber (Italia)
Unabomber è un bombarolo seriale non identificato, autore di numerosi attentati dinamitardi commessi nelle regioni italiane del Veneto e del Friuli-Venezia Giulia negli anni 1990 e 2000. La sua strategia, priva di un chiaro movente, consisteva nel collocare ordigni esplosivi improvvisati in luoghi aperti al pubblico, che hanno procurato lesioni e menomazioni a chi ne è stato vittima. Il nome Unabomber è stato utilizzato dalla stampa italiana in analogia con il caso dello statunitense Theodore Kaczynski.
Le azioni attribuitegli sono, secondo le ricostruzioni, 31 o 33, distribuite su un arco temporale che va dal 1993 al 2007, con un periodo di quiescenza tra il 1996 e il 2000. L'autore (o gli autori) delle azioni è ignoto, non ha rivendicato i suoi atti, non ha lasciato tracce tali da portare alla sua identificazione e ha seminato il panico in una vasta zona dell'Italia nord-orientale, incentrata sull'asse Pordenone-Portogruaro-Lignano Sabbiadoro.
Il suo caso è una delle vicende di cronaca nera che più hanno impressionato l'opinione pubblica italiana a cavallo fra gli anni 1990 e gli anni 2000, per l'inestricabilità, l'apparente irrazionalità e il terrore instillato nella popolazione dagli attentati, capaci di ferire obiettivi casuali e indifesi. L'autore, inoltre, ha colpito spesso in occasioni festose e più di una volta ha scelto come bersaglio bambini. 

## Il personaggio

### Origine del nome

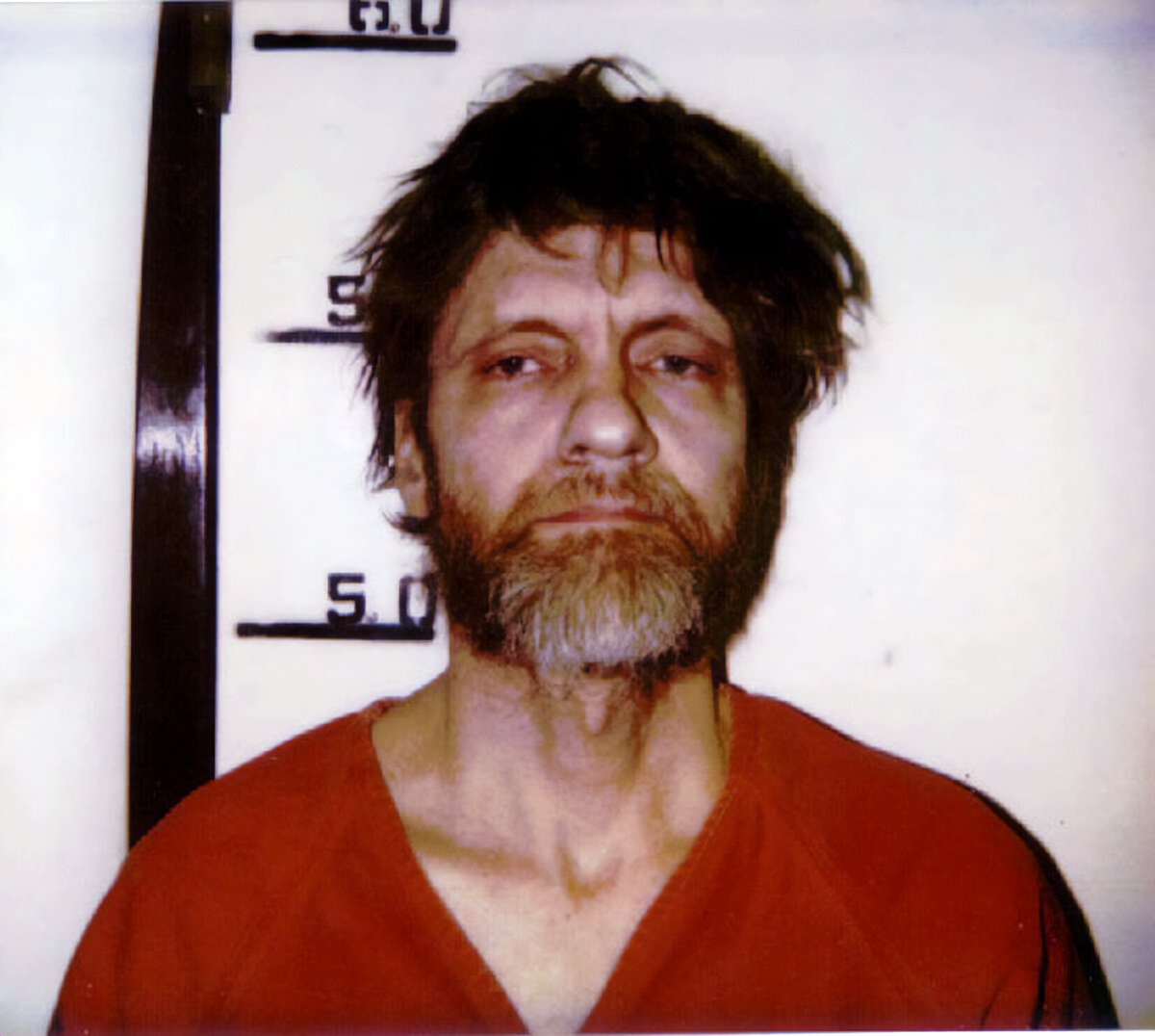
L'attentatore statunitense Theodore Kaczynski, a cui fu attribuito per primo l'appellativo Unabomber.

Il primo soggetto etichettato con il soprannome Unabomber era stato il terrorista statunitense Theodore Kaczynski, autore di vari attentati con esplosivi nel corso di diciotto anni. Prima della sua cattura, Kaczynski era chiamato dall'FBI con la sigla UNABOM (UNiversity and Airline BOMber), dicitura poi alterata dai media italiani. Le analogie tra l'Unabomber italiano e quello statunitense sono tuttavia tenui.
Nel 2005 il direttore del Gazzettino Luigi Bacialli decise di adoperare il nome di Monabomber, mutuandolo dall'espressione volgare in lingua veneta mona, usata, in senso figurato, per indicare una persona sciocca. La scelta intendeva screditare l'attentatore ed evitarne la gratificazione: in questo senso fu condivisa da firme autorevoli ma rigettata da altre, che la ritennero una violazione della deontologia giornalistica. L'appellativo incontrò inoltre la contrarietà degli stessi giornalisti del Gazzettino, che si rifiutarono di utilizzarlo negli articoli, del sindacato dei giornalisti del Veneto e della Federazione Nazionale Stampa Italiana. Nel luglio 2006 Bacialli fu sostituito da Roberto Papetti e la testata ricominciò ad utilizzare il nome Unabomber.

### Le attività
Unabomber colpiva con regolarità, ma non è ritenuto un serial killer, poiché probabilmente le sue azioni erano finalizzate non ad uccidere ma a ferire, anche se a volte hanno sfiorato l'esito mortale; potrebbe non essere considerato propriamente neppure un terrorista, avendo agito per un movente oscuro e non rivendicando i gesti criminali e il loro significato. Gli inquirenti ritengono tuttavia possibile contestargli l'aggravante della finalità di terrorismo, che però non è mai stata inserita in un'imputazione formale o in una sentenza. Ad alcune vittime di Unabomber lo Stato ha riconosciuto un risarcimento, come in genere avviene per le vittime del terrorismo. La prima donna gravemente ferita, Anna Pignat, è deceduta nel 2008 senza averlo ricevuto; l'hanno ottenuto invece Anita Buosi (90.466 euro), Ludovica Gianni (38.418) e le due bambine di nove e sei anni ferite nel 2003 e nel 2005 (rispettivamente 190.455 e 53.786).
Unabomber è ricercato per una serie di reati inerenti lesioni personali di varia gravità e per tentato omicidio.
L'ultimo attentato compiuto da Unabomber risale al 6 maggio 2006; la lunga inattività si presta a svariate interpretazioni. Tra le possibili spiegazioni vi sono quelle secondo cui l'attentatore potrebbe essere morto, oppure potrebbe essere stato arrestato e incarcerato per un altro reato e non identificato, aver perso l'interesse a colpire o essere semplicemente in pausa. C'è però chi formula ipotesi più complesse, sostenendo che possa trovarsi in psicoterapia o anche in terapia farmacologica. Alcuni inquirenti, come Domenico Labozzetta, dichiarano un sostanziale agnosticismo sul fatto che le indagini non si siano mai realmente avvicinate al responsabile degli attentati. Gli investigatori ritengono comunque aperto il caso Unabomber, sostenendo la necessità di riprenderlo periodicamente in esame.

### Il profilo criminologico
Un elemento che distingue Unabomber è stato l'impossibilità per gli inquirenti di delineare un preciso schema operativo dei suoi attacchi. Si possono solo notare alcune peculiarità, come il fatto che le località più colpite siano state Pordenone e Portogruaro. Si può inoltre ipotizzare che mirasse ai piccoli centri più che alle città, per terrorizzare più efficacemente la popolazione. Tra i caratteri comuni degli attentati, spicca la tendenza ad attuarli nei giorni di festa o durante la stagione estiva, in luoghi affollati e particolarmente importanti nel periodo dell'anno in corso (le chiese nelle festività religiose, le spiagge durante l'estate, le piazze nel periodo di Carnevale). Il fatto che non abbia colpito tra il 1997 e il 1999 ha indotto alcuni a ipotizzare un impedimento (ad esempio una detenzione, oppure il servizio o una missione militare). In aggiunta sembrava conoscere bene il territorio, quindi potrebbe essere legato al Friuli occidentale o alla stessa città di Pordenone.
I tentativi di profilazione hanno restituito il ritratto di una persona di età tra i 35 e 50 anni, visto il prolungato tempo di attività e le conoscenze dimostrate nel realizzare gli attentati. Il modo in cui venivano preparati i suoi ordigni esplosivi rivelava non solo grande manualità e perizia nella chimica, ma anche cura maniacale dei dettagli. Considerando il tempo e la dedizione necessari per la preparazione di dispositivi del genere, è probabile che vivesse da solo o con qualcuno non in grado di intralciarlo, come un genitore anziano o un figlio piccolo, oppure che avesse a disposizione un luogo isolato. Non si esclude che abbia osservato da lontano alcune delle esplosioni: una vittima ha affermato di aver visto un uomo che le sorrideva prima che lei raccogliesse quello che poco dopo si sarebbe rivelato uno degli oggetti esplosivi incriminati. Nel suo modus operandi, tuttavia, non è emersa alcuna tendenza all'esibizionismo o l'intenzione di lasciare una firma.
Molte le ipotesi sui moventi, basate sul fatto che gran parte delle vittime sono state colpite in occasione di festività cristiane o in luoghi di aggregazione collettiva. Le vittime preferite non appartengono a categorie sociali ricorrenti, contro le quali vi potrebbe essere un accanimento causato dal disprezzo, ma sono persone comuni o bambini. Secondo alcuni psicologi potrebbe soffrire di un trauma o di una menomazione, che lo spingerebbero a colpire senza mirare ad alcun obiettivo specifico.

## Le indagini

### Complessità
Fin dall'inizio le indagini sul caso Unabomber furono penalizzate dall'impossibilità di individuare un movente. Questo dato, pur avendo minore importanza sotto il profilo processuale, è fondamentale in fase investigativa, dal momento che permette di limitare le ricerche a un numero circoscritto di persone sospettabili.
Anche la sospensione degli attentati si rivelò un problema, poiché se da un lato essi erano l'unica fonte di indizi, dall'altro gli inquirenti stessi si persuasero che gli episodi fossero terminati e l'inchiesta entrò in una fase di quiescenza. L'inchiesta fu ulteriormente danneggiata da una serie di errori degli stessi inquirenti e delle forze dell'ordine, oltre che da fughe di notizie.
Anche la partecipazione di associazioni e cittadini, in particolare attraverso l'istituzione di taglie, non fu utile: quando Unabomber colpì a Fagarè, nel più drammatico dei suoi attentati, alcuni supposero si fosse attivato per vendetta contro la taglia di 50.000 euro posta sul suo capo, attraverso il quotidiano Libero, dall'imprenditore Giorgio Panto, la cui fabbrica si trovava nelle vicinanze. Le varie taglie sarebbero state rese inutili anche dall'inesistenza di un fenomeno di omertà intorno al caso.
Oltre a ciò, la vicenda fu complicata dalla dispersione geografica degli episodi, che finirono per coinvolgere ben quattro procure: il fatto di Sacile (21 agosto 1994) attivò la procura di Pordenone, quello di Aquileia (11 dicembre 1995) coinvolse la procura di Udine, quello di Bibione (26 dicembre 1995) chiamò in causa la procura di Venezia e infine quello di Motta di Livenza (2 novembre 2001) riguardò la procura di Treviso. Un altro problema fu rappresentato dal ricambio dei magistrati, troppo frequente rispetto alla lunga durata delle indagini sul caso. Per ovviare a questi inconvenienti, anche sulla spinta dell'indignazione generale seguita al caso di Fagarè (25 aprile 2003), fu istituita una superprocura con il compito di coordinare le indagini. Lo speciale ufficio però finì per naufragare, inaspettatamente travolto dall'esito imbarazzante del caso Zornitta.

### Indizi
I principali indizi in mano alle autorità inquirenti sul caso Unabomber sono:
- i reperti obiettivi degli ordigni esplosi e inesplosi,
- il DNA repertato dal RIS di Parma a partire dal capello e dalle tracce di saliva trovate nell'uovo bomba dell'ipermercato di Portogruaro,
- una parziale impronta digitale rilevata da uno degli oggetti,[15]
- i profili criminologici dell'attentatore, la sua tempistica, la sua territorialità, i materiali e le tecniche usate per confezionare gli ordigni.

Molti degli ordigni confezionati da Unabomber erano tubi bomba (pipe bomb) dalla struttura molto semplice. Si trattava di segmenti di tubi da idraulico con due tappi alle estremità, riempiti di miscele di composti azotati ricavati a partire da materiali di facile reperibilità: dai comuni fuochi artificiali, alle munizioni da caccia, ai diserbanti e ai fertilizzanti. Dall'ottobre 2000 i congegni esplosivi divennero invece molto più elaborati, dimostrando la notevole perizia tecnica dell'attentatore, che si spinse fino all'uso di un composto molto difficile da maneggiare come la nitroglicerina. Questa svolta ha fatto prendere in considerazione anche la possibile esistenza di più soggetti, che avrebbero preso spunto dal primo attentatore.
Indizi minori sono rappresentati da varie testimonianze oculari che portarono anche alla formazione di alcuni identikit. Alcune di esse vennero raccolte in occasione dell'attentato al tribunale di Pordenone (24 marzo 2003), occasione nella quale furono esaminati anche i video del sistema di sicurezza. Questi, però, restituirono immagini confuse, nelle quali parve solo possibile intravedere un uomo che indossava un abbigliamento mimetico con un paio di baffi all'apparenza posticci.
Movente a parte, è facile riconoscere gli obiettivi di Unabomber dagli effetti delle esplosioni, dalle caratteristiche delle vittime, dai tempi e dai luoghi degli attentati. Gli ordigni sono esplosi tipicamente in direzione della persona, spesso provocando lesioni permanenti alle mani (tipicamente la perdita delle prime tre dita) e agli occhi. Le vittime sono individui comuni, selezionati dal caso, a volte bambini. Come già detto, tempi e luoghi dimostrano una marcata preferenza per i periodi di festa o di vacanza e non escludono bersagli legati al mondo della religione.
Su queste basi è stato stilato il profilo dell'attentatore, sfruttando a tal fine anche l'esperienza degli esperti nella caccia agli assassini seriali; come già accennato, nel corso del tempo si è supposto trattarsi di un soggetto di sesso maschile, di età compresa fra i 35 e i 50 anni, appassionato di esplosivi e forse con manie di protagonismo. Si è ritenuto che vivesse solo o con qualcuno non in grado di intralciarlo nelle sue attività (ad esempio un genitore anziano o un figlio piccolo), che collezionasse gli articoli delle testate informative sui propri atti criminali e che possa aver commesso altri reati oltre a quelli per cui è diventato noto. Ne furono tracciati anche profili psicopatologici. Non tutti hanno però escluso la possibilità che si trattasse invece di una donna

### Piste seguite
Inizialmente, in occasione dell'attentato di Sacile del 21 agosto 1994, fu accreditata la pista dell'ecoterrorismo, ma l'assenza di rivendicazioni disorientò gli inquirenti, che ipotizzarono, allora, il coinvolgimento di ambienti naziskin. A seguito del verificarsi di nuovi episodi, prese corpo la tesi dell'attentatore isolato. All'epoca del primo attentato di Lignano, il 4 agosto 1996, tuttavia, l'insegnante Andrea Agostinis fu indagato nel contesto di un'ipotesi di terrorismo.
L'interruzione degli attentati suggerì che Unabomber fosse un militare statunitense di stanza alla base aerea di Aviano e avesse momentaneamente sospeso l'attività criminosa perché impegnato nella guerra del Kosovo (che si svolse proprio tra il 1996 e il 1999, lo stesso periodo in cui Unabomber non compì attentati), oppure un militare italiano pratico di esplosivi. D'altro canto, l'abilità dimostrata dall'attentatore nell'eludere le mosse degli inquirenti fece sorgere anche il sospetto che si trattasse di un appartenente alle forze dell'ordine. Nessuna di queste piste incontrò conferme. Gli inquirenti si concentrarono sulla tesi dell'attentatore isolato e su una lista di persone sospette, lista però troppo estesa per l'assenza di un movente. Emersero anche ipotesi diverse, come l'esistenza di complici o di emulatori. Nemmeno queste ipotesi trovarono riscontri concreti.
Nel novembre 2022 la procura di Trieste ha riaperto il caso dopo una richiesta formale di due delle vittime del bombarolo. Il 19 gennaio 2023 undici persone sono state indagate dalla procura, dieci delle quali avevano già fatto parte dell'inchiesta, poi archiviata. Il 13 marzo 2023 in procura a Trieste si è tenuta l'udienza in cui è stato dato incarico a un'antropologa molecolare e al comandante dei Ris dei Carabinieri di effettuare analisi genetiche e di laboratorio su alcuni reperti piliferi ritrovati all'epoca dei fatti sui resti di alcuni ordigni, con la speranza di risalire all'attentatore attraverso la banca dati nazionale. Dopo l'udienza del 9 ottobre 2023, i periti incaricati hanno chiesto più tempo per l'analisi dei reperti, posticipando l'udienza al 18 marzo 2024.

## Persone indagate
Numerosissimi sono stati i sospettati nel caso Unabomber. Nel 2000 gli inquirenti stavano vagliando un migliaio di nomi, i quali furono selezionati per esclusione con l'ausilio di un software dell'FBI che permise di incrociare le tracce telematiche e gli altri dati a disposizione. La cerchia si restrinse sempre più, fino a limitarsi a una dozzina di individui. Di tanto in tanto emerse il nome di una specifica persona.

### Andrea Agostinis
Il 5 agosto 1996, all'indomani dell'episodio di Lignano, pervenne all'ANSA una telefonata che attribuiva il gesto all'Organizzazione 17 novembre, un gruppo terroristico greco che nello stesso periodo aveva rivendicato due attentati negli Stati Uniti. In Italia, all'apparenza, esisteva un'unica persona informata su tale organizzazione: Andrea Agostinis, un insegnante di disegno tecnico di Tolmezzo. Il professore era anche giornalista e proprio nei giorni precedenti ai fatti di Lignano aveva realizzato una dettagliata inchiesta sull'Organizzazione 17 novembre, pubblicata sul Quotidiano del Friuli. Agostinis aveva inoltre dato notizia alla radio della rivendicazione all'ANSA prima di chiunque altro.
Gli inquirenti lo ritennero autore della telefonata e disposero la perquisizione della sua casa di Lignano e dell'istituto scolastico di Udine dove lavorava. Agostinis fu destinatario di un'informazione di garanzia ed entrò così nell'inchiesta, ma l'insufficienza del quadro indiziario fu presto evidente e il caso fu archiviato nel 1999. Anche le altre rivendicazioni del Gruppo 17 novembre furono riconosciute come false. Nel frattempo gli attentati di Unabomber si erano interrotti.

### Elvo Zornitta
Il 26 maggio 2004 venne ufficialmente posto sotto indagine l'ingegnere Elvo Zornitta, con le forze dell'ordine che perquisirono la sua abitazione. Il suo nome era stato suggerito da un'altra delle persone indagate. Gli elementi contro Zornitta parvero di numero enorme (17) rispetto a quelli a carico degli altri sospetti. I principali indizi erano rappresentati dalle elevate competenze tecniche relative al mondo degli esplosivi (che Zornitta stesso ammise), dall'area dei suoi spostamenti lavorativi, corrispondente a quella degli attentati, e dal rinvenimento di oggetti compatibili con quelli usati dall'attentatore, compresi alcuni petardi privi della polvere pirica. Si sospettò anche che Zornitta avesse una lieve menomazione, una caratteristica spesso presa in considerazione nel profilo ipotetico di Unabomber, sospetto per altro mai verificato. Per lo stesso motivo, in un primo momento, fu sospettato anche il fratello minore Giuseppe.
Questo complesso indiziario non fu però sufficiente: il sospettato fu strettamente sorvegliato, anche in casa, per due anni, durante i quali Unabomber colpì regolarmente, e in occasione di ogni attentato risultò sempre avere degli alibi solidi, confermati dagli inquirenti. Vittorio Borraccetti, all'epoca dei fatti procuratore capo della procura di Venezia, confermò nel 2011 che per almeno due degli attentati compiuti da Unabomber c'era l'assoluta certezza del non coinvolgimento di Zornitta. Nonostante ciò le indagini continuarono in quella direzione. Si ipotizzò la presenza di un'altra persona dedita a collocare gli ordigni per suo conto; sospetti caddero anche sulla moglie, oltre che sul fratello per il periodo anteriore al manifestarsi di una grave malattia. Per questi motivi furono sottoposti all'esame del DNA, oltre a Zornitta, anche i suoi parenti e amici, conoscenti e colleghi, al fine di incrociare i risultati con i dati a disposizione degli inquirenti. I test diedero tutti esito negativo.
Il 10 ottobre 2006 parve che gli inquirenti avessero trovato una prova schiacciante contro Zornitta: la compatibilità tra le lame di un paio di forbici sequestrate all'ingegnere e i tagli sul lamierino dell'ordigno rinvenuto nella chiesa di Sant'Agnese a Portogruaro. Sulle forbici fu svolto un incidente probatorio che, tramite il metodo dei toolmarks, sembrò confermare in pieno la diagnosi. La scoperta convinse, al momento, i magistrati e i media.
Il 16 gennaio 2007 l'avvocato Maurizio Paniz, davanti al GIP Enzo Truncellitto, ribaltò il risultato della perizia, ipotizzando che una piccola striscia del lamierino fosse stata tagliata con le stesse forbici dopo il sequestro. In seguito nuove analisi confermarono questa supposizione e a finire sotto inchiesta fu l'agente di polizia Ezio Zernar, che risultò aver truccato la prova allo scopo di incastrare Zornitta. Tale evento assestò un duro colpo alle indagini nei confronti di Zornitta, il cui fascicolo fu archiviato il 2 marzo 2009 su richiesta della procura. Zernar fu condannato in primo grado e in appello a due anni di reclusione per falso ideologico e frode processuale. Nel marzo 2012 la Cassazione annullò la sentenza d'appello, ordinando la ripetizione del processo. Nel novembre 2014 la Cassazione ha confermato la condanna.
Nel 2010 alcuni giornali ipotizzarono una riapertura del caso Zornitta in seguito alla pubblicazione di un video nel quale si vedeva l'ingegnere intento a strofinare un paio di forbici con un oggetto. Il gesto fu interpretato come una limatura e le forbici, a detta degli inquirenti, sarebbero state identificate con un paio che sarebbe stato sottratto ai carabinieri nel corso di una perquisizione, successiva a tutti gli attentati: l'azione, compiuta dopo aver appreso la notizia della compatibilità tra le forbici e il lamierino, parve insomma un'ammissione di responsabilità. Secondo l'avvocato Paniz, tuttavia, il video, girato durante il periodo di sorveglianza dell'uomo, era già agli atti con il resto del materiale esaminato, l'atto era stato eseguito mesi dopo il sequestro delle ormai famose forbici e nessuna prova della sottrazione di queste forbici a tale sequestro era mai stata dimostrata: poteva quindi consistere in una semplice manutenzione dei pochi oggetti ancora in mano all'ingegnere.
A seguito dell'archiviazione, Elvo Zornitta si trova processualmente nella stessa situazione di qualsiasi altro cittadino: nei suoi confronti un processo per i reati di Unabomber non è precluso, ma al contempo non c'è alcuna ragione di eseguirlo, in quanto tecnicamente la sua innocenza non è mai stata messa in dubbio dalla formalizzazione di un'accusa. Zornitta ha lamentato seri danni personali e patrimoniali, tra cui la perdita del lavoro, a causa delle indagini a suo carico e delle continue dichiarazioni fatte dagli organi inquirenti e dalla stampa a suo carico, e si è costituito parte civile nel processo contro Zernar, chiedendo un ingente risarcimento. Nell'ottobre 2022 Zornitta ha ricevuto un risarcimento dallo Stato pari a € 300.000.

### Altri sospettati
Tra le altre persone sospettate di essere Unabomber nel corso degli anni, hanno avuto l'attenzione della stampa:
- un giovane avianese, rimasto gravemente ferito da una bomba che egli stesso stava confezionando e trovato in possesso di istruzioni per costruire ordigni nel periodo tra gli attentati di Claut e di Bannia (1996);[36]
- un uomo di Sacile, precoce orfano di madre, la cui ex fidanzata lavorava all'ipermercato di Portogruaro (2000-2002);[37]
- un insegnante pordenonese che aveva lavorato in varie località colpite, benché in momenti diversi da quelli degli attentati (2006). Questa persona fu indagata contemporaneamente ai fratelli Zornitta e a sua volta possedeva oggetti comuni che sembravano compatibili con quelli usati negli attentati.[26]

## Cronologia degli attentati

### 1993
- Portovecchio (Portogruaro), 8 dicembre 1993. Il giorno dell'Immacolata esplode una cabina telefonica. Si tratta del primo episodio riconducibile al caso che in seguito prenderà il nome di Unabomber.[38]

### 1994
- Sacile, 21 agosto 1994. È in corso la 721ª edizione della Sagra dei Osei, a cui partecipano almeno 50.000 persone. Alle 10:45 una donna raccoglie un tubo di ferro nei pressi di un cespuglio di ortensie, tra una fontanella e una cabina telefonica. L'oggetto è lungo circa 30 cm, imbottito di esplosivo e biglie di vetro, e deflagra, ferendo lievemente la donna e due dei suoi figli. Si tratta del primo tubo bomba di Unabomber, che si rivelerà una costante dei suoi attentati. Il fenomeno criminale non è ancora noto e gli investigatori battono piste terroristiche.[8][21][22]
- Pordenone, 17 dicembre. Un altro tubo bomba simile a quello di Sacile esplode davanti al supermercato Standa di piazza del Popolo, sotto una siepe, intorno all'ora di chiusura del punto vendita. Una ragazza resta lievemente ferita dai frammenti di una vetrina.[8][39]
- Aviano, 18 dicembre. Durante la quarta domenica dell'Avvento, un terzo tubo esplode in un cespuglio vicino al sagrato della chiesa parrocchiale delle Sante Maria e Giuliana nella frazione Castello, proprio mentre i fedeli escono dalla messa. Non ci sono feriti.[8][39]

### 1995
- Azzano Decimo, 5 marzo 1995. La domenica di Carnevale, due tubi esplodono a distanza di poche centinaia di metri l'uno dall'altro. Le detonazioni si confondono con i rumori della festa e nessuno resta ferito.[8][39]
- Pordenone, 30 settembre. Esplodono due tubi bomba nella stessa giornata e uno di essi determina il primo grave ferimento. Il primo viene collocato in via Fratelli Bandiera, nei pressi di un'abitazione e vicino a un cassonetto della spazzatura, dove viene raccolto intorno alle 16:30 dalla pensionata Anna Pignat; quando l'ordigno esplode, causa alla donna gravissime lesioni agli arti superiori. Il secondo tubo viene recuperato in via Fratelli Rosselli da un'altra donna, che non percepisce il pericolo e lo porta a casa. L'indomani, venuta a conoscenza del primo episodio, sistema il tubo ancora intatto sulla bicicletta e lo consegna ai carabinieri. I militari fanno brillare l'ordigno, perdendo l'occasione di mandarlo ad analizzare.[8][40][41]
- Aquileia, 11 dicembre. Esplode una cabina telefonica.[42]
- Latisana, 24 dicembre. Alla vigilia di Natale un episodio analogo si verifica a Latisana, che come Aquileia è in provincia di Udine.[42]
- Bibione (San Michele al Tagliamento), 26 dicembre. Il giorno di Santo Stefano un attentato colpisce Bibione, nota località balneare della provincia di Venezia.[42]

### 1996
- Claut, 2 aprile 1996. Un'esplosione di poco conto si verifica in questo piccolo centro delle Dolomiti friulane, che risulta così la più remota delle località colpite.[43]
- Bannia (Fiume Veneto), 22 aprile. Un altro attentato senza gravi conseguenze investe questa frazione.[43]

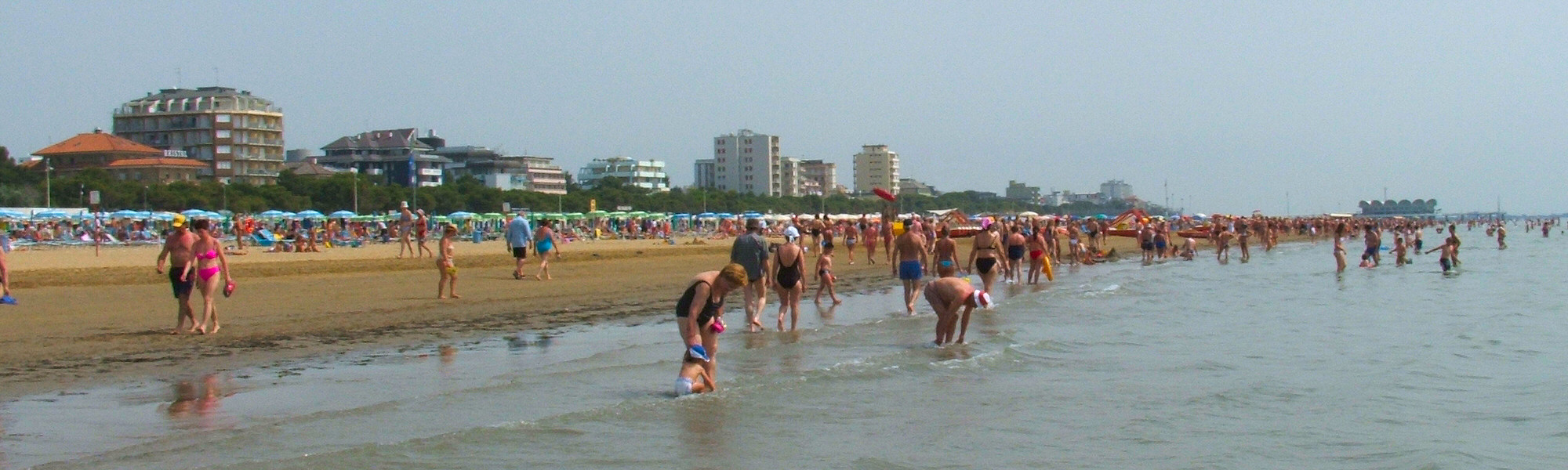
La spiaggia di Lignano Sabbiadoro in estate.

- Bibione (San Michele al Tagliamento), 4 agosto. Per la prima volta due località balneari molto frequentate sono scosse da gravi attentati, di domenica e nel pieno della stagione turistica. Alle 6:00, presso la spiaggia di Bibione, un bagnino raccoglie un tubo lungo circa 20 cm e lo consegna ad un collega, dicendogli in veneto «Ti che te racati tuto, vara che bel pesso de tubo»[44]. L'altro bagnino risponde «Dame, che ghe do n'ociada»[45], per poi prendere il tubo e svitarne un'estremità: dal tubo fuoriesce una grossa fiammata. Rimasto illeso e molto seccato, l'uomo butta l'oggetto in un cassonetto pensando a una bravata. La sera dello stesso giorno si verifica un episodio simile ma dagli esiti molto più critici nella vicina Lignano Sabbiadoro, quindi lo stesso bagnino decide di recuperare il tubo e consegnarlo ai carabinieri.[46][47]
- Lignano Sabbiadoro, 4 agosto. All'interno di un ombrellone che viene aperto intorno alle 10:30 da Roberto Curcio, turista di Domodossola, è presente un ennesimo tubo esplosivo. L'uomo vede cadere l'oggetto e lo raccoglie. Il tubo esplode causandogli gravi lesioni alla mano destra e la recisione dell'arteria femorale. Curcio perde i sensi e viene trasportato al pronto soccorso, dove si decide di trasferirlo in terapia intensiva all'ospedale di Udine, per operarlo d'urgenza a causa della grave emorragia. Il tubo misurava circa 18 cm di lunghezza per 3 cm di diametro ed era avvolto in un giornale, come descritto dall'edizione pordenonese del Messaggero Veneto datata 2 agosto 1996.[48][49] L'episodio scatena il panico della popolazione, dei villeggianti e degli operatori turistici della zona. Una falsa rivendicazione porta a valutare l'ipotesi terroristica e manda sotto inchiesta il professor Agostinis, ma di lì a poco la momentanea interruzione degli attentati apre invece gli scenari della pista militare.[8][27][46]

### 1998
- Poincicco (Zoppola), 1º febbraio 1998. Un ordigno inesploso viene scoperto presso una trattoria lungo la strada statale Pontebbana.[50] L'episodio si verifica però nel periodo in cui Unabomber viene comunemente ritenuto in pausa e in genere non gli è ricondotto.

### 2000
- San Vito al Tagliamento, 6 marzo 2000. È nel pordenonese che la serie degli attentati riprende, dopo circa due anni. Il primo episodio non ha conseguenze, ma prefigura due novità: l'uso di ordigni camuffati da oggetti innocui e la presa di mira di bersagli sensibili come i bambini. A San Vito, il lunedì di Carnevale, viene trovato un ordigno inesploso dentro una bomboletta per le stelle filanti.[51][52]
- Lignano Sabbiadoro, 6 luglio. La cittadina costiera è teatro di un nuovo grave attentato che si consuma verso le 17:00 e ha come vittima Giorgio Novelli, carabiniere di Casalecchio di Reno in pensione. Un tubo metallico di circa 30 cm di lunghezza per 3 cm di diametro viene raccolto dall'uomo sul bagnasciuga e trasportato per 400 m per poi esplodere, ferendo gravemente Novelli al volto e riducendolo in coma. Il congegno doveva essere dotato di un timer attivato dal movimento. L'innesco era diverso dai precedenti e la bomba era studiata per resistere all'acqua. Al momento della deflagrazione Novelli si trovava con la nipotina; in seguito si viene a sapere che il tratto di spiaggia interessato ospitava una colonia di bambini. Ancora una volta il fatto scatena il panico, nel bel mezzo della stagione balneare.[53][54][55][56]
- San Stino di Livenza, 1 settembre. Un tubo bomba esplode in un vigneto nel corso della vendemmia, ferendo lievemente al tallone una donna.[57]
- Portogruaro, 31 ottobre. In questa data inizia una sequenza di tre attentati tutti compiuti nello stesso luogo, un ipermercato di Portogruaro. Il primo episodio conferma la svolta strategica di Unabomber, con gli esplosivi nascosti all'interno di oggetti comuni. In questo caso si tratta di una confezione di uova acquistata da un uomo di Azzano Decimo, che aprendola vi nota all'interno alcuni fili, si insospettisce e consegna il prodotto ai carabinieri. Viene scoperto un ordigno contenuto in un uovo lessato, svuotato e abilmente ricostruito. Insolitamente, nell'uovo sono presenti due tracce biologiche: un capello e della saliva, di cui viene repertato il DNA.[8][57][58]
- San Stino di Livenza, 1 novembre. Un altro ordigno viene scoperto nello stesso vigneto del precedente, dopo due mesi da questo e all'indomani dell'attentato di Portogruaro.[57]
- Portogruaro-Pinè (Cordignano), 7 novembre. Intorno alle 20:30 un tubetto di pomodoro acquistato all'ipermercato di Portogruaro esplode ferendo una donna, l'operaia Nadia Ros, che riporta gravi lesioni alla mano sinistra. Anche in questo caso l'attentatore ha operato con grande maestria, introducendo l'ordigno dalla giuntura inferiore della confezione per poi richiuderla perfettamente, ed anche il tappo del tubetto appare sigillato. Le forze dell'ordine setacciano l'ipermercato ed esaminano tutti gli articoli in vendita con il metal detector, senza però trovare nient'altro di sospetto.[8][59][60]
- Portogruaro-Roveredo in Piano, 17 novembre. Nonostante la bonifica del locale, gli scaffali dell'ipermercato riservano un'altra sgradita sorpresa, questa volta ad una donna che vi ha acquistato un tubetto di maionese. Il marito della cliente, militare, insospettito dall'insolita durezza dell'oggetto, lo consegna ai carabinieri, che vi trovano all'interno una bomba.[8][61][62]

### 2001
- Motta di Livenza, 2 novembre 2001. Durante la giornata della commemorazione dei defunti, alle 16:00, una bomba camuffata in un cero votivo esplode nel cimitero, ferendo la custode del luogo Anita Buosi, la quale, raccogliendo l'oggetto da terra, nota subito un'anomalia (il cero non è stato acceso), ma l'ordigno esplode prima che la donna abbia il tempo di percepire il pericolo. L'esplosione le causa gravissime lesioni alle mani e all'occhio destro.[8][63][64]

### 2002

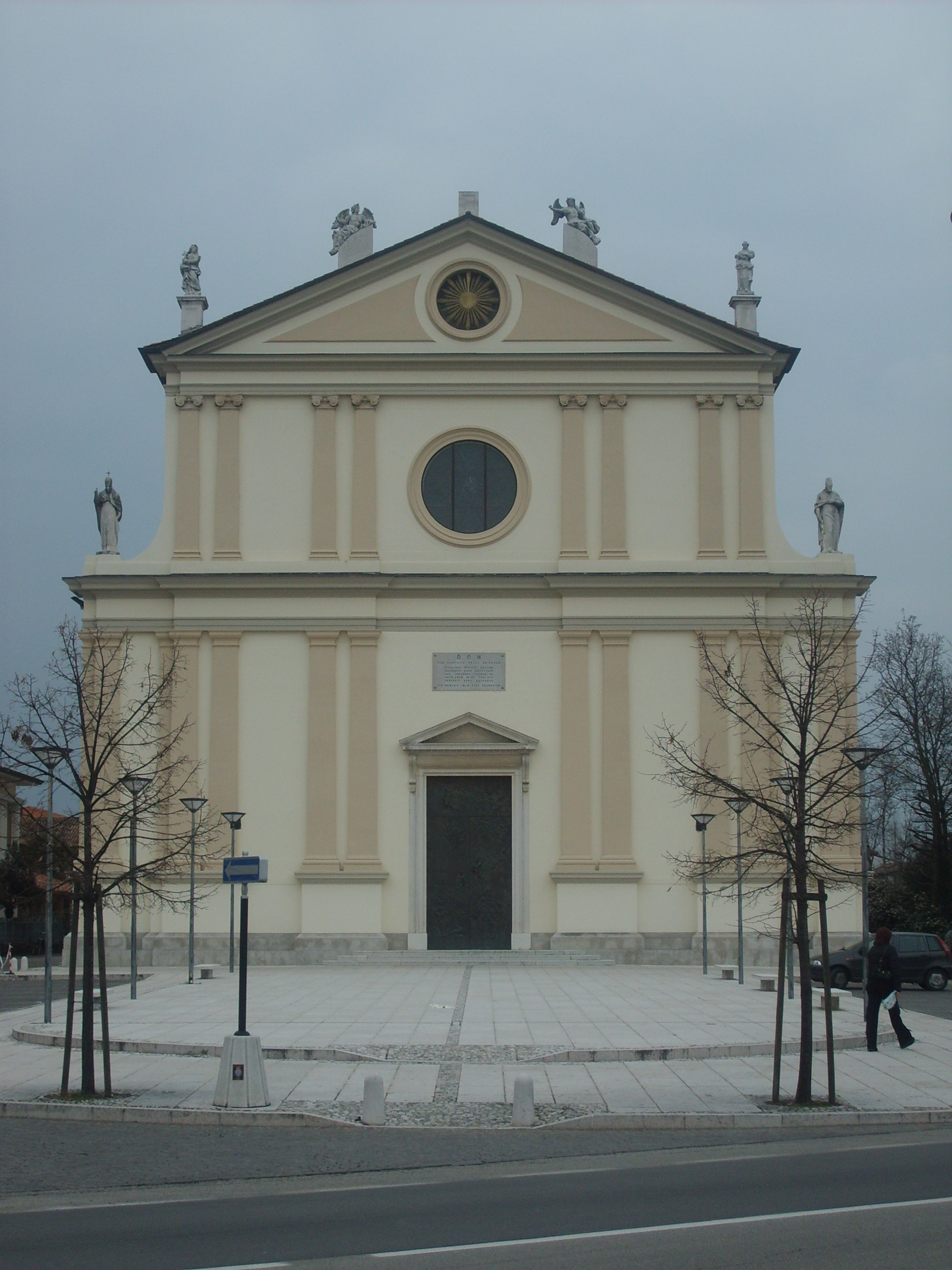
La parrocchiale di Cordenons colpita il giorno di Natale 2002.

- Porcia, 23 luglio 2002. Unabomber torna a colpire i punti vendita della grande distribuzione: è infatti all'IperStanda che, per la quarta volta, nasconde un ordigno nella confezione di un prodotto alimentare, in particolare in un vasetto di Nutella acquistato da una donna. Verso le 20:45, nel tentativo di aprire il barattolo, la cliente si accorge che da esso si sprigionano rumori e fumi e lo deposita sul davanzale esterno di una finestra della sua abitazione. L'oggetto esplode senza ferire nessuno. Le modalità dell'attentato inducono gli inquirenti a sospettare che il suo bersaglio fosse un bambino.[8][65]
- Pordenone, 2 settembre. Gli attentati di Unabomber sembrano essere sempre più rivolti ai giovanissimi. Sono circa le 18:00 quando un bambino di cinque anni, Claudio Cicalò, resta ferito dallo scoppio di un tubetto di bolle di sapone, appena acquistato al Mercatone Zeta, sotto gli occhi della madre. Le ferite non sono gravi, ma l'accaduto desta enorme impressione nell'opinione pubblica.[8][66][67]
- Cordenons, 25 dicembre. Alla messa di mezzanotte del giorno di Natale, verso le ore 0:10, un tubo esplode sopra un confessionale della chiesa di Santa Maria Maggiore. Sul momento il parroco, don Giancarlo Stival, non comprende che cosa stia accadendo. Alcuni carabinieri in borghese presenti alla funzione impongono di evacuare l'edificio e proseguire le celebrazioni all'aperto. Non ci sono feriti.[8][68]

### 2003
- Pordenone, 24 marzo 2003. Un ordigno esplode alle 12:23 in una toilette del Palazzo di Giustizia, al secondo piano, proprio nei pressi dell'ufficio del procuratore Domenico Labozzetta, che sta indagando su Unabomber. Sembra una sfida all'autorità giudiziaria; per la prima volta pare che Unabomber voglia accanirsi contro qualcuno che avrebbe scoperto essere sulle sue tracce. Gli inquirenti sperano di incastrare il responsabile grazie ai sistemi di sicurezza, in particolare grazie ai filmati delle videocamere di sorveglianza, che risultano però inservibili a causa dell'usura dei nastri.[8][69][70]
- Fagarè della Battaglia (San Biagio di Callalta), 25 aprile. Il giorno della Liberazione alcune famiglie sono accampate lungo il Piave. Alle 11:30 una bambina di Oderzo di nove anni, Francesca Girardi, raccoglie ed apre un evidenziatore trovato sul greto del fiume e poco prima assente come da lei stesso pienamente asserito, che esplode procurandole gravissime lesioni alla mano e all'occhio destri. La bambina ferita racconterà che, poco prima che lei raccogliesse l'ordigno camuffato, un uomo brizzolato poco distante l'avrebbe osservata sorridendo, circostanza confermata anche da altre persone presenti sul luogo.[71][72]

### 2004
- Portogruaro, 2 aprile 2004. In prossimità della Pasqua, un'addetta alle pulizie della chiesa di Sant'Agnese scopre uno strano oggetto nascosto dentro il cuscino di un inginocchiatoio e lo consegna al parroco. Il sacerdote a sua volta non comprende cosa sia, così come alcune persone alle quali lo mostra, che lo scambiano per un accendino, pertanto tiene l'oggetto in canonica credendolo un pesce d'aprile, finché un collaboratore si insospettisce e lo consegna, ancora intatto, alla polizia. Si tratta di un ordigno alla nitroglicerina, progettato per esplodere alla pressione delle ginocchia sul cuscino e posizionato per tale motivo nell'inginocchiatoio.[73][74][75] Nel maggio seguente le forze dell'ordine perquisiscono per la prima volta l'abitazione di Elvo Zornitta.[8][76]

### 2005
- Treviso, 26 gennaio 2005. Unabomber si spinge all'estremità occidentale del suo raggio d'azione, collocando due contenitori per sorprese degli ovetti di cioccolato Kinder Sorpresa, di cui solo uno contiene una carica esplosiva, in via Verdi, sopra una centralina telefonica nei pressi del tribunale. Alle 9:20 l'involucro incriminato viene raccolto da un ragazzo di dodici anni della scuola media di Badoere (Morgano), in uscita didattica con la classe per assistere a una rappresentazione teatrale nel capoluogo. Il giovane getta a terra il contenitore e lo calcia contro il recinto di un'abitazione, dove si apre ed esplode senza ferire nessuno. L'altro contenitore conteneva un semplice pupazzetto.[77][78]
- Motta di Livenza, 13 marzo. Al termine di una funzione religiosa nella chiesa di San Nicola Vescovo, una bimba di sei anni accende una candela votiva elettrica con l'aiuto di una donna. Il dispositivo esplode ferendo gravemente la piccola e leggermente la donna, mentre un anziano sviene alla vista del sangue. Il caso vuole che la sera prima Anita Buosi, la donna gravemente ferita sempre a Motta nel cimitero nel 2001, abbia acceso a sua volta alcuni ceri nello stesso candeliere. Il parroco dichiara che le candele erano state sostituite quello stesso mattino. La bambina verrà operata con successo.[79][80][81]
- Concordia Sagittaria-Bacău, 16 marzo. Poco dopo l'episodio di Motta, un ordigno inesploso viene rinvenuto dalle Suore della Misericordia di Bacău, in Romania, all'interno di una scatola di sgombri probabilmente inviata un anno prima, insieme ad altri aiuti umanitari, dalle consorelle di Concordia Sagittaria. Le religiose italiane non confermano né smentiscono la circostanza, limitandosi a dichiarare: «Se qualcuno ha fatto del male sarà punito dalla giustizia divina».[82][83]
- Portogruaro, 9 luglio. Alle 13:30 una donna, uscita di casa in bicicletta, sente cadere un oggetto da sotto il sellino: si tratta di un involucro esplosivo. La bicicletta in questione era rimasta parcheggiata per una settimana alla stazione ferroviaria e per altri tre giorni nel cortile della casa della proprietaria. La bomba conteneva nitroglicerina, era stata progettata per esplodere quando qualcuno si fosse seduto sul sellino della bicicletta e, fortunatamente, era stata resa non funzionante dalla pioggia che aveva interessato la cittadina per molti giorni.[84][85]

### 2006
- Porto Santa Margherita (Caorle), 6 maggio. Sul litorale presso la foce del Livenza due fidanzati trovano una bottiglia che al suo interno sembra contenere un messaggio. Uno dei due, Massimiliano Bozzo, infermiere, la raccoglie e la apre facendola esplodere, ferendosi gravemente alla mano sinistra e al collo (una scheggia giunge molto vicino alla carotide) e provocando lesioni anche alla giovane. Poco prima l'oggetto era stato notato da un uomo, che non l'aveva toccato. Si tratta ad oggi dell'ultima azione criminale ricondotta a Unabomber.[86][87]

### 2007
- Zoppola, 28 ottobre. Un cacciatore ritrova un ordigno inesploso contenuto dentro una bottiglia di Coca-Cola.[88][89] Questo episodio è stato attribuito ad Unabomber solo dopo la richiesta di riapertura delle indagini del 2022.[90]

## Casi simili
Giovanni Vantaggiato, un imprenditore pugliese, nel 2012 collocò una bomba nei pressi della scuola superiore Morvillo-Falcone di Brindisi, uccidendo una studentessa e ferendone altre; precedentemente aveva commesso un attentato dinamitardo ai danni di un rivale sul lavoro. Per tali azioni, Vantaggiato è stato soprannominato "Unabomber del Salento".

## Nei media
- Il caso di Unabomber ha ispirato tre stagioni della fiction R.I.S. - Delitti imperfetti, anche se gli attentati del bombarolo della serie, chiamato "l'Uomo delle bombe", non avvengono nel nord-est italiano ma a Parma.
- Nell'ottobre 2022 è andato in onda su Rai 2 un documentario dedicato alla vicenda.[92]
- A novembre 2022 il giornalista e autore televisivo Marco Maisano ha realizzato un podcast dal titolo "Fantasma - il caso Unabomber".[93] Il lavoro d'indagine svolto da Maisano ha contribuito alla riapertura del caso da parte della procura di Trieste.[94]